# Voodoo Jürgens

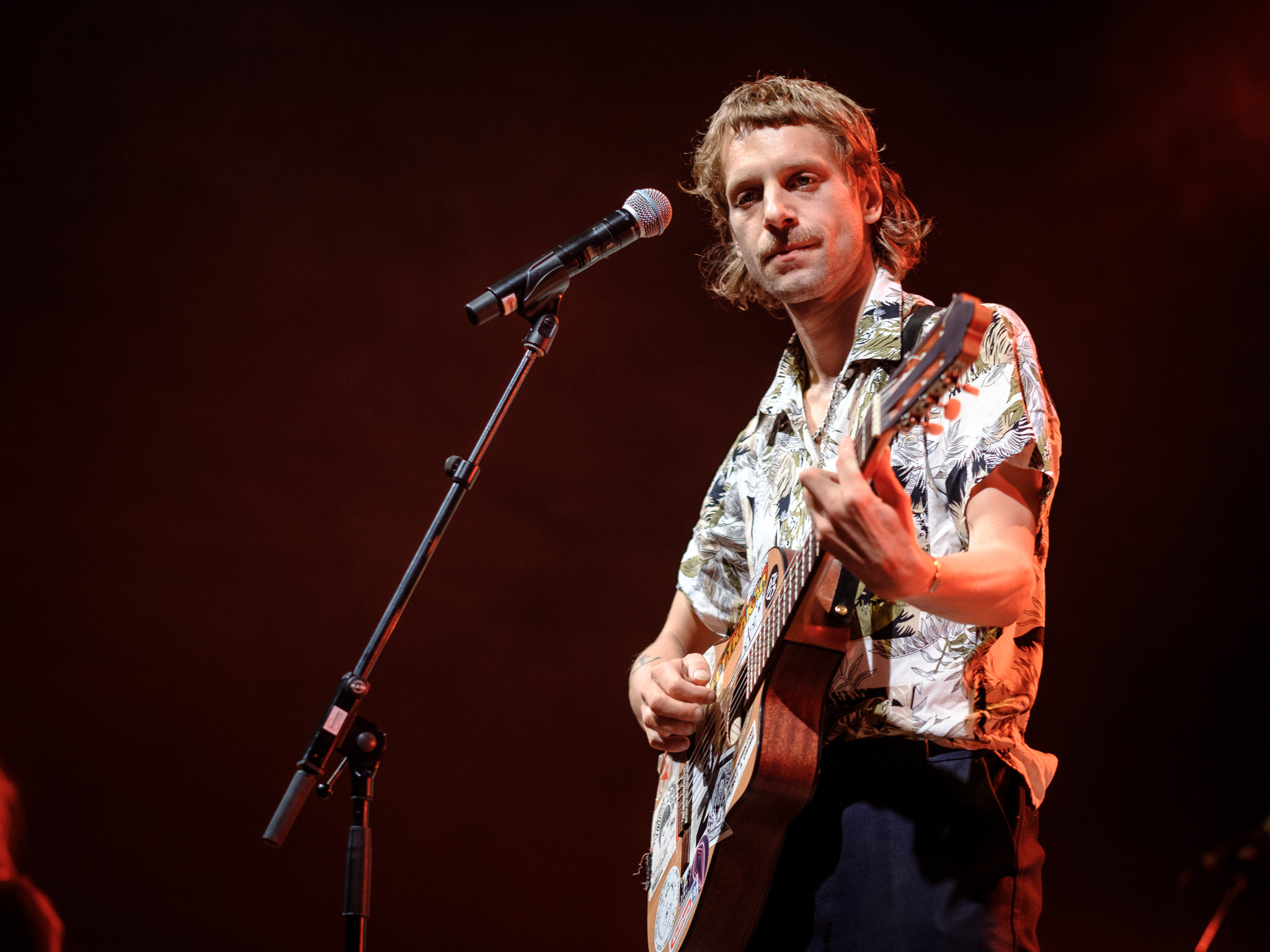
Voodoo Jürgens (2017)

Voodoo Jürgens (bürgerlicher Name David Öllerer, * 2. August 1983 in Tulln an der Donau) ist ein österreichischer Liedermacher, Schauspieler und Maler. Musikalisch wird er dem Austropop zugeordnet. Sein Markenzeichen sind die schwarzhumorigen Texte im Wiener Dialekt.

## Biografie
David Öllerer wurde in Tulln geboren und wuchs dort auf. Als er sieben Jahre alt war, trat sein Vater eine Haftstrafe an, was zu einem Bruch zwischen Vater und Sohn geführt hat. Nach Abschluss der Schule begann er eine Lehre als Konditor beim Hofzuckerbäcker Demel, die er jedoch nicht abgeschlossen hat. Mit 19 wohnte er in Wien. Nachdem er Lehre und Studium abgebrochen hatte, arbeitete er auf einem Friedhof als Gärtner, da seine Musik zum Leben noch nicht genug abwarf.
Öllerer war Mitbegründer und Sänger der Garagenrock-Band Die Eternias, die in der ersten Hälfte der 2000er-Jahre mit schrägen Bühnenoutfits und eklektischen Arrangements zu lokaler Bekanntheit in Wien und Umgebung gelangten. Mit ihm wurden zwei Studioalben und eine EP veröffentlicht. Die Mitglieder der Gruppe gaben sich bei der Veröffentlichung eines jeden Albums neue Pseudonyme, Öllerers letzter Künstlername lautete Voodoo Jürgens. Irgendwann wechselte er zur Liedermacherei und zum Dialekt und landete 2016 damit seinen ersten Hit: Heite grob ma Tote aus.
Öllerer lebt in Wien. Er hat eine Tochter, lebt jedoch nicht mit deren Mutter zusammen. Mit seinem Vater hat er sich in der Zwischenzeit ausgesöhnt.

## Musikalisches Schaffen
Nach dem Ende von Die Eternias im Jahr 2014 startete Öllerer seine Solokarriere unter dem Pseudonym Voodoo Jürgens, eine Verballhornung des Namens des bekannten Sängers und Musikers Udo Jürgens. Mit seinen Liedern im Wiener Dialekt, zu denen er sich auf der Gitarre begleitete, trat Voodoo Jürgens überwiegend in Beisln auf. Seinen ersten größeren öffentlichen Auftritt in Wien bestritt er auf dem Nordbahnhofgelände. Einem überregionalen Publikum wurde er durch den Jugendradiosender FM4 bekannt. Der Musikexpress bezeichnete Voodoo Jürgens 2014 als „Austro-Pop-Hype der Stunde“, dem ORF galt er als „besonders heiße Aktie der heimischen Popmusik“. Die Zeitschrift Wiener schrieb, Voodoo Jürgens bringe alles mit, was man als künftiger Fixstern am Austropop-Himmel brauche.
Im Musikvideo zu Gib mir alles der Wiener Band Wanda hatte Voodoo Jürgens einen Gastauftritt und wurde von Wandas Management unter Vertrag genommen. Im Mai 2016 erschien seine erste Single Heite grob ma Tote aus, die Platz 1 der Radiocharts von FM4 erreichte. Seine Musik charakterisierte das Music Information Center Austria als „Anti-Folk fürs Beisl“. Im Herbst 2016 folgte das Debütalbum Ansa Woar bei Lotterlabel, dem Label-Projekt des Problembär-Gründers Stefan Redelsteiner. Am Album wirkten neben Musikern wie Der Nino aus Wien und Ja, Panik auch die Schauspielerin Eva Billisich mit. Es erreichte Platz 1 der österreichischen Charts. Bei der Amadeus-Verleihung 2017 wurde er in der Kategorie Alternative ausgezeichnet.
Bei der Gala 60 Jahre Wiener Stadthalle am 21. Juni 2018 sang er im Duett mit Marianne Mendt das Lied Gitti, begleitet von dem Max Steiner Orchester unter der Leitung von Christian Kolonovits.
Ende Juni 2018 spielten Voodoo Jürgens & Haberer auf dem Donauinselfest der FM4-Bühne. Die Haberer waren „Die Ansa Panier“ mit den Musikern Alicia Edelweiß (Ziehharmonika), David Schweighart (Schlagzeug), Bernd Lichtscheidl (Klavier, Orgel) und Martin Dvoran (Kontrabass) sowie Andrij Prosorow (Klarinette), Katarina Trenk (von Sex Jams), Ernst Molden und Der Nino aus Wien. Im November 2019 wurde das mit der Band Ansa Panier eingespielte Album ’S klane Glücksspiel veröffentlicht.
Am 2. Dezember 2022 erschien das Album Wie die Nocht noch jung wor.

## Arbeit als Schauspieler und Maler
2018 trat Jürgens erstmals schauspielerisch in Erscheinung. In der Tatort-Folge "Her mit der Marie!" hatte er einen Gastauftritt als er selbst. Es folgten weitere Rollen in Another Coin for the Merry-Go-Round (2021) und Animal (2023). Für die Darstellung des Hobby- und Beislmusikers Erich „Rickerl“ Bohacek in Rickerl – Musik is höchstens a Hobby erhielt er 2024 den Österreichischen Filmpreis in der Kategorie Bester männlicher Darsteller.
Im Rahmen der Gruppenausstellung Den Freien und den Süchtigen stellte er erstmals einige seiner Gemälde aus. In einem Interview verriet er: „Ich male eigentlich eh schon sehr lange. Auch alle Artworks meiner Platten sind schon von mir gewesen.“

## Diskografie

### Mit den Eternias

#### Singles und EPs
- 2010: Broken Bones (Seayou Records)
- 2013: Split mit Dust Covered Carpet – King Young Star / Mouthflower (Seayou Records)

#### Alben
- 2010: Die Eternias (Seayou Records)
- 2012: Sold Out (Seayou Records)

### Solo

#### Singles
- 2016: Heite grob ma Tote aus / Ronny (Lotterlabel)
- 2016: singt Goldsoundz (Kim)
- 2016: Hansi da Boxer (feat. Der Nino aus Wien) / Gitti (Radio Edit feat. Eva Billisich) (Lotterlabel)
- 2019: Angst haums (Lotterlabel)
- 2022: Es geht ma ned ei (Lotterlabel)
- 2022: Federkleid (Lotterlabel)

#### Alben
- 2016: Ansa Woar (Lotterlabel)
- 2019: ’S klane Glücksspiel
- 2022: Wie die Nocht noch jung wor (Lotterlabel)
- 2025: Wien bei Nacht (Live) (Lotterlabel)

## Filmografie (Auswahl)
- 2018: Tatort: Her mit der Marie! (Gastauftritt als er selbst)
- 2021: Sargnagel – Der Film (Soundtrack)
- 2021: Another Coin for the Merry-Go-Round (Schauspielrolle)
- 2023: Animal (Schauspielrolle)
- 2023: Vienna Calling[20]
- 2023: Rickerl – Musik is höchstens a Hobby (Titelrolle)

## Auszeichnungen
- 2017: Amadeus Austrian Music Award Kategorie Alternative
- 2020: Amadeus Austrian Music Award – Album des Jahres für ’S klane Glücksspiel [21]
- 2023: Amadeus Austrian Music Award in der Kategorie Alternative[22]
- 2024: Österreichischer Filmpreis in der Kategorie Bester männlicher Darsteller für  Rickerl – Musik is höchstens a Hobby[23]